# سيلفي فارتان

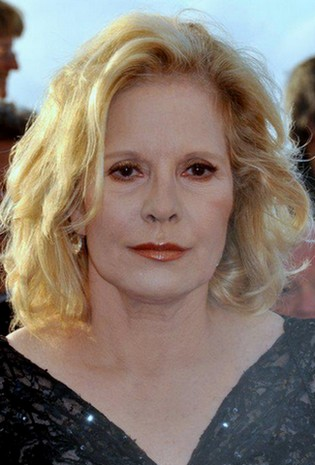

سيلفي فارتان (بالفرنسية: Sylvie Vartan) مغنية وممثلة فرنسية من أصول أرمنية. ولدت في 15 أغسطس 1944 في بلغاريا كـ سيلفي فارتانيان من أب أرمني وأم بلغارية من أصل هنغاري، وهاجرت إلى فرنسا بعمر صغير. تعرّفت إلى عملاق الروك الفرنسي جوني هاليداي وتزوجا لمدة 15 عاماً. لها العديد من الأغاني الناجحة وظهرت في العديد من الأفلام الفرنسية.

## روابط خارجية
- سيلفي فارتان على موقع IMDb (الإنجليزية)
- سيلفي فارتان على موقع ألو سيني (الفرنسية)
- سيلفي فارتان على موقع ميوزك برينز (الإنجليزية)
- سيلفي فارتان على موقع أول موفي (الإنجليزية)
- سيلفي فارتان على موقع قاعدة بيانات الأفلام السويدية (السويدية)
- سيلفي فارتان على موقع أول ميوزيك (الإنجليزية)
- سيلفي فارتان على موقع ديسكوغز (الإنجليزية)
- سيلفي فارتان على موقع قاعدة بيانات الفيلم (الإنجليزية)
- سيلفي فارتان على موقع كينوبويسك (الروسية)